# Emma Ribom
Emma Ribom (Kalix, 29 de noviembre de 1997) es una deportista sueca que compite en esquí de fondo. Ganó cuatro medallas en el Campeonato Mundial de Esquí Nórdico, en los años 2023 y 2025.

## Palmarés internacional
| Campeonato Mundial | Campeonato Mundial  | Campeonato Mundial | Campeonato Mundial   |
| Año                | Lugar               | Medalla            | Prueba               |
| ------------------ | ------------------- | ------------------ | -------------------- |
| 2023               | Planica (Eslovenia) | Medalla de oro     | Velocidad por equipo |
| 2023               | Planica (Eslovenia) | Medalla de plata   | Velocidad individual |
| 2023               | Planica (Eslovenia) | Medalla de bronce  | Relevo 4 × 5 km      |
| 2025               | Trondheim (Noruega) | Medalla de oro     | Relevo 4 × 7,5 km    |